# Königswartha
Königswartha (alt sòrab: Rakecy) és un municipi alemany que pertany a l'estat de Saxònia. Es troba a 20 kilòmetres al nord de Bautzen. El 1884 el 87% de la població eren sòrabs.

## Divisió
Comprèn els llogarets de:
- Caminau (Kamjenej), 97 h.
- Commerau (Komorow), 281 h.
- Entenschenke (Kača Korčma), 30 h.
- Eutrich (Jitk), 95 h.
- Johnsdorf (Jeńšecy), 58 h.
- Königswartha (Rakecy), 2541 h.
- Neudorf (Nowa Wjes), 77 h.
- Niesendorf (Niža Wjes), 39 h.
- Oppitz (Psowje), 232 h.
- Truppen (Trupin), 83 h.
- Wartha (Stróža), 375 h.